# Distretto di Boudry
Il distretto di Boudry è stato fino al 31 dicembre 2017 un distretto del Canton Neuchâtel, in Svizzera. Confinava con i distretti di Val-de-Travers a ovest, Le Locle a nord-ovest, La Chaux-de-Fonds e Val-de-Ruz a nord, Neuchâtel a nord-est, con il Canton Friburgo (distretto della Broye) a sud e con il Canton Vaud (distretti della Broye-Vully a sud e del Jura-Nord vaudois a sud-ovest). Il capoluogo era Boudry. Comprendeva una parte del lago di Neuchâtel.

## Suddivisioni
Amministrativamente era diviso in 12 comuni:
- Bevaix
- Boudry
- Corcelles-Cormondrèche
- Cortaillod
- Fresens
- Gorgier
- Milvignes
- Montalchez
- Peseux
- Rochefort
- Saint-Aubin-Sauges
- Vaumarcus

### Fusioni
- 1870: Areuse, Boudry → Boudry
- 1888: Saint-Aubin, Sauges → Saint-Aubin-Sauges
- 1888: Vaumarcus, Vernéaz → Vaumarcus-Vernéaz, ora Vaumarcus
- 2013: Auvernier, Bôle, Colombier → Milvignes
- 2016: Brot-Dessous, Rochefort → Rochefort